# 52 Heroor
52 Heroor là một thị trấn thuộc taluk Udupi, huyện Udupi, bang Karnataka, Ấn Độ.